# Гибсон, Дон (музыкант)
Дональд Юджин Гибсон (англ. Donald Eugene Gibson; 3 апреля 1928, Шелби, Северная Каролина, США — 17 ноября 2003, Нэшвилл, Теннесси, США) — американский композитор, один из самых известных исполнителей кантри. Будучи приглашенным в Зал Славы кантри-музыки, он написал такие хиты, как «Sweet Dreams», и «I Can’t Stop Loving You». Он занимал первое место в списке кантри-хитов с 1957 по середину 1970 годов, написав песню «Oh Lonesome Me».
Гибсона прозвали «Грустный поэт», потому что он часто писал песни, рассказывающие об одиночестве и потерянной любви.